# Estación de Luque
Luque, denominada originalmente Luque-Baena, fue una estación de ferrocarril que existió en el municipio español de Luque, en la provincia de Córdoba. Las instalaciones formaban parte de la desaparecida línea Linares-Puente Genil, siendo también durante muchos años la cabecera de un pequeño ramal que enlazaba el trazado principal con la población de Baena. 
Tras su clausura, en la actualidad el edificio de viajeros acoge un restaurante.

## Historia
La estación, perteneciente a la línea Linares-Puente Genil, fue construida por la Compañía de los Ferrocarriles Andaluces y puesta en servicio junto a la totalidad del trazado en enero de 1893. Además del edificio de viajeros, las instalaciones también disponían de una playa de vías, un muelle de carga, aguada y de un depósito de agua para las locomotoras. Cabe destacar que el edificio de viajeros mantenía un estilo arquitectónico muy similar a las estaciones de Cabra y Lucena. Desde Luque partía un ramal ferroviario hacia Baena que estuvo operativo entre 1918 y 1965.
En 1941, con la nacionalización de los ferrocarriles de ancho ibérico, las instalaciones pasaron a manos de RENFE. La línea se mantuvo operativa hasta su clausura en octubre de 1984, siendo desmantelada algún tiempo después y levantadas las vías. Tras el cierre de la línea, desde 1990 el antiguo edificio de viajeros ejerce como restaurante. El recinto está situado dentro del recorrido de la denominada Vía Verde de la Subbética.

## Galería

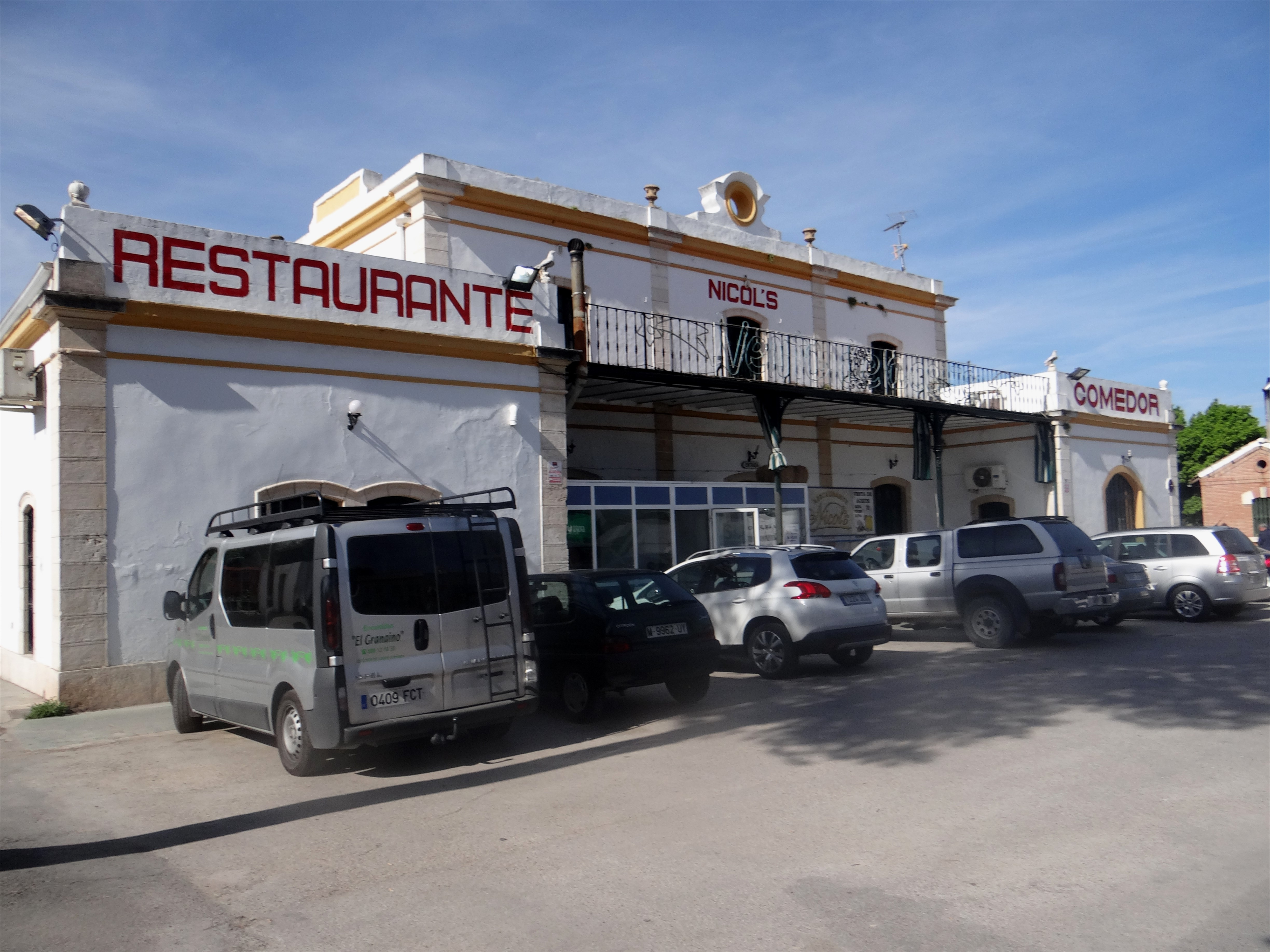
Edificio de viajeros.
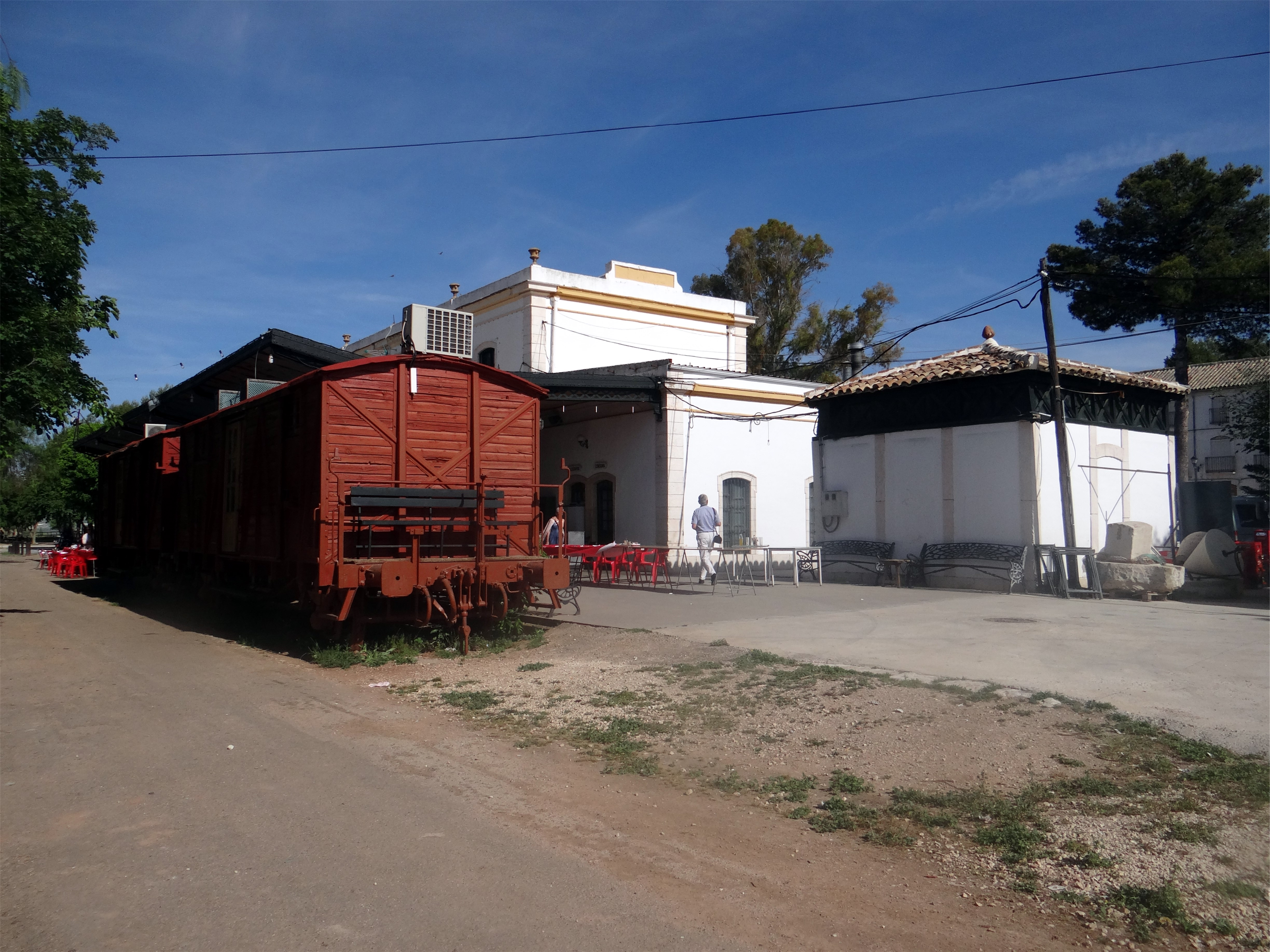
Vista de la estación.
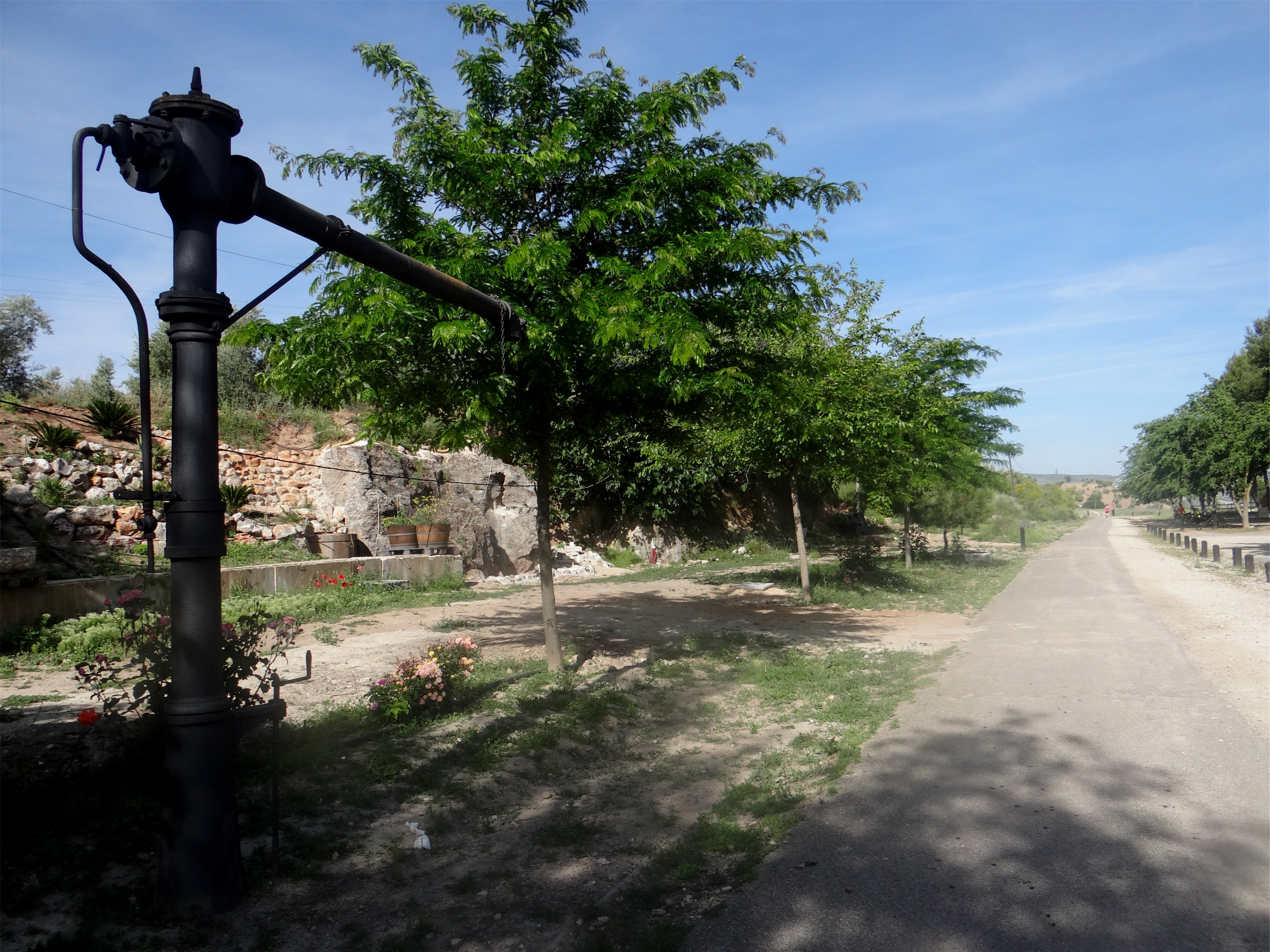
Antigua playa de vías.
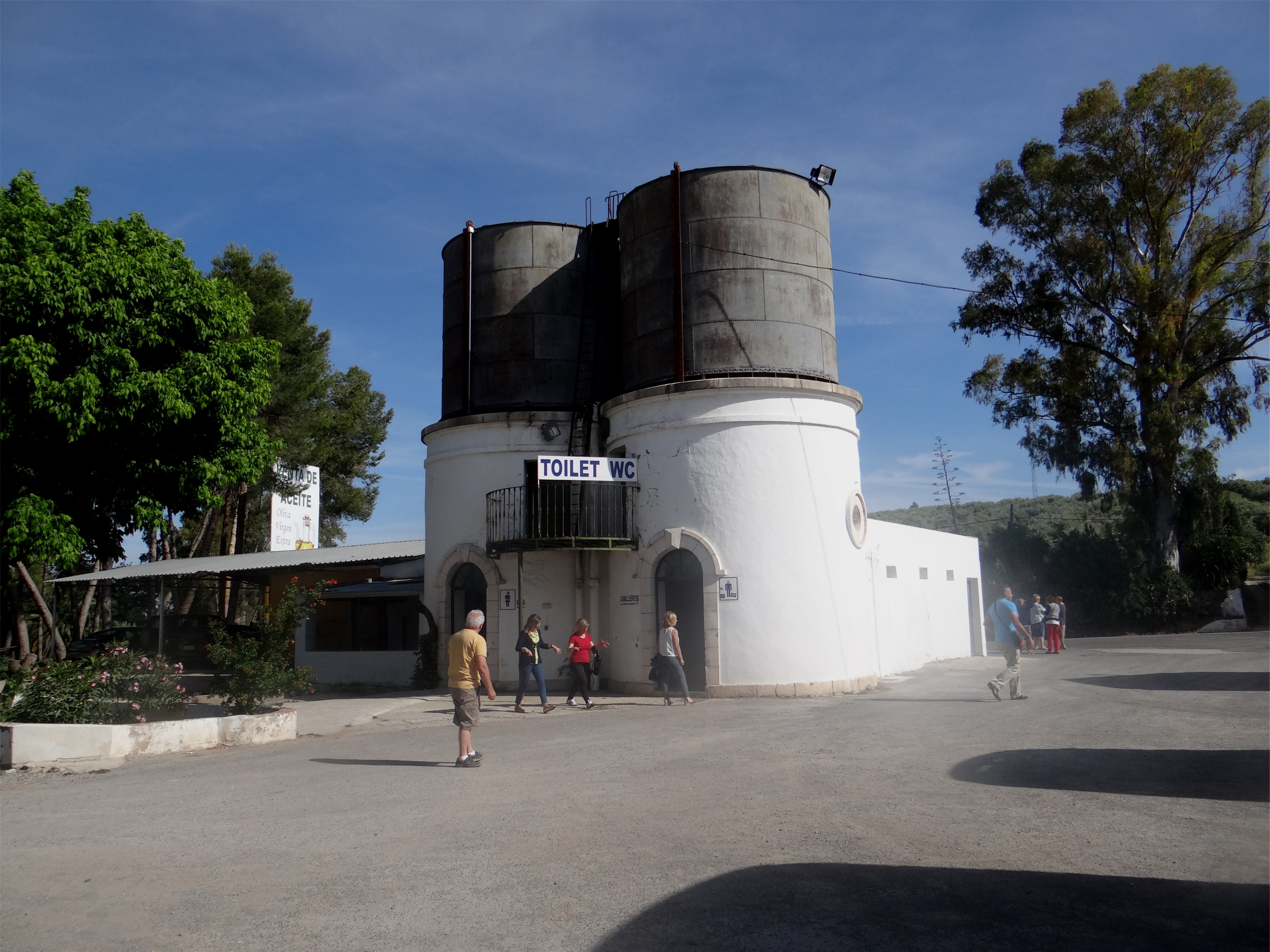
Depósitos de agua.